# أليس مرادي
الأليس المرادي (الاسم العلمي: Alyssum mouradicum) هو نوع من النباتات يتبع جنس الأليس[ ؟ ] من الفصيلة الكرنبية.

## البيئة والانتشار
موطن هذا النوع بلاد الشام.